# (6464) Kaburaki
Pour les articles homonymes, voir Kaburaki.
(6464) Kaburaki est un astéroïde de la ceinture principale.

## Description
(6464) Kaburaki est un astéroïde de la ceinture principale. Il fut découvert le 1er février 1994 à Yatsugatake par Yoshio Kushida et Osamu Muramatsu. Il présente une orbite caractérisée par un demi-grand axe de 3,01 UA, une excentricité de 0,06 et une inclinaison de 11,7° par rapport à l'écliptique.

## Compléments